# Matrona z Barcelony

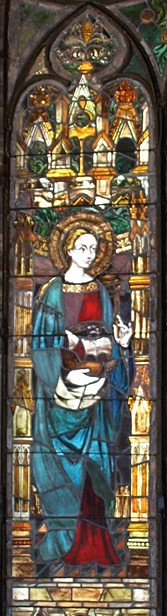
Witraż z wizerunkiem świętej Matrony

Święta Matrona z Barcelony, również: Matrona z Tesaloniki (zm. ok. 300) – dziewica i męczennica, święta kościoła katolickiego.

## Żywot
Urodziła się pod koniec III wieku w rzymskiej kolonii Barcino (dzisiejsza Barcelona), wcześnie osierocona została przygarnięta przez ludzi z pobliskiej gminy chrześcijańskiej. Jej wuj, zaniepokojony tym, że Matrona ulega "przesądom w Chrystusa", zabrał ją ze sobą do Tesalonik. Wkrótce wybuchły prześladowania za panowania cesarza Dioklecjana i dziewczyna, która nie chciała wyrzec się wiary, została skazana na śmierć.
Doczesne szczątki św. Matrony zniknęły z Salonik w 720 roku, pojawiły się w Barcelonie ponad wiek później, w 892. Pierwotnie jej relikwie chciano złożyć w Marsylii, ale gdy statek miał zawinąć do portu, rozpętał się sztorm, a wiatry skierowały go w stronę rodzinnego miasta świętej. Odczytano to jako znak i przeniesiono relikwie do kaplicy na wzgórzu Montjuic (Żydowskie Wzgórze). Jej wspomnienie przypada na 15 marca. Jest patronką żeglarzy i Barcelony.

## Legendy
Matrona miała być służącą u Żydówki Plautylli. Plautyllia wiedząc, że nie chce pójść z nią do synagogi albo że złożyła ślub czystości, chciała ją odwieść od pierwotnych zamiarów, a potem kazała bić kijami aż do śmierci. Passio, którą redagowano w rozmaity sposób, rozmaicie też podaje szczegóły tej historii. 
Inna wersja mówi, że była sierotą, która jako niewolnica dostała się na służbę u jakiejś zamożnej Żydówki. Znienawidziwszy ją dla odważnego wyznania wiary, kobieta miała ją biciem przyprawić o śmierć.